# CEBPB
CCAAT/增强子结合蛋白β，简称C/EBP-β或CEBPB，是一种在人体中由CEBPB基因编码的蛋白质。

## 功能
这种无内含子基因编码的蛋白质是一种bZIP转录因子，可以作为同源二聚体与某些DNA调控区域结合。它还可以与相关蛋白 C/EBP-α、C/EBP-δ和C/EBP-γ形成异二聚体。编码的蛋白质在调节涉及免疫和炎症反应的基因中很重要，并且已显示与IL-6基因中的IL-1反应元件以及几种急性期和细胞因子基因的调节区域结合。此外，编码的蛋白质可以结合启动子和上游元件并刺激I型胶原蛋白基因的表达。
CEBPB对正常的巨噬细胞功能至关重要，巨噬细胞是一种重要的免疫细胞亚型；无法表达CEBPB的小鼠具有无法分化（特化）的巨噬细胞，因此无法执行其所有生物学功能——包括巨噬细胞介导的肌肉修复。观察工作表明，血液白细胞中CEBPB的表达与人体肌肉力量呈正相关，强调了免疫系统，特别是巨噬细胞在维持肌肉功能中的重要性。
CEBPB基因的功能可以通过基于独立验证的siRNA敲低来有效检查。

## 靶基因
CEBPB能够增加几个靶基因的表达。其中，一些在神经系统中具有特定作用，如前速激肽原-1基因，产生P物质和神经激肽A以及负责生物合成重要神经递质乙酰胆碱的胆碱乙酰转移酶。其他目标包括编码细胞因子的基因，例如IL-6、IL-4、IL-5、和肿瘤坏死因子-α。还发现编码赋予细胞多药抗性的转运蛋白的基因被CEBPB激活。这样的基因包括ABCC2和ABCB1。

## 相互作用
CEBPB已被证明可以与以下物质相互作用：
- CREB1[19]
- CRSP3[20]
- DDIT3[21][22]
- EP300[23]
- 雌激素受体α[24][25]
- 糖皮质激素受体[24]
- HMGA1[26]
- HSF1[27]
- 核仁连续体磷蛋白1[28]
- RELA[29][30]
- 血清反应因子[31][32]
- SMARCA2[33]
- Sp1 transcription factor[26][34]
- TRIM28,[35][36]
- EGR1[37]